# نادي خدمات رفح موسم 2010–11
نادي خدمات رفح موسم 2010–11 هو الموسم السادس له منذ تأسيس الدوري الفلسطيني الممتاز لقطاع غزة . ولكنه لم يتوج بطلا للدوري والذي توج هو نادي شباب خانيونس ولم يلعب كأس فلسطين لأندية قطاع غزة في هذا الموسم .

## البطولات

### الدوري الفلسطيني الممتاز لقطاع غزة
|   | الترتيب        | الترتيب        | الترتيب        | المباريات | المباريات | المباريات | المباريات | أهداف | أهداف | أهداف | نقاط | تأهل/هبوط |
| ل | الترتيب        | الترتيب        | الترتيب        | ف         | ت         | خ         | ل         | ع     | +/-   |       | نقاط | تأهل/هبوط |
| - | -------------- | -------------- | -------------- | --------- | --------- | --------- | --------- | ----- | ----- | ----- | ---- | --------- |
| 1 | شباب خانيونس   | شباب خانيونس   | شباب خانيونس   | 25        | 17        | 4         | 4         | 38    | 16    | 22    | 55   | بطل       |
| 2 | شباب رفح       | شباب رفح       | شباب رفح       | 25        | 16        | 6         | 3         | 43    | 20    | 23    | 54   |           |
| 3 | إتحاد الشجاعية | إتحاد الشجاعية | إتحاد الشجاعية | 25        | 14        | 7         | 4         | 42    | 16    | 26    | 49   |           |
| 4 | خدمات رفح      | خدمات رفح      | خدمات رفح      | 25        | 13        | 6         | 6         | 50    | 20    | 30    | 45   |           |

### كأس فلسطين لأندية قطاع غزة
لم تلعب